# Ondřej Voršilka
Ondřej Voršilka (* 23. listopadu 1981
), přezdívaný Czendál nebo Czenda, je český kytarista známý především z kapely Cocotte Minute, které je i zakládajícím členem a skladatelem jejich písní. Působí i jako sportovní komentátor. Je absolventem Konzervatoře Jaroslava Ježka. Hrával v šesti kapelách současně. Z kapel postupně odešel a zůstal u Cocotte Minute. Na koncertech bývá stylizován jako nindža.

## Diskografie

### Dema
- 2000 Taxe na to
- 2002 Czeko
- 2004 Czeko / Kořeny

### Singly
- 2004 Měl bych tě sejmout (Monitor / EMI)
- 2005 Co s načatym večerem? (Monitor / EMI)
- 2006 Kopem (EMI)
- 2007 Můj čas (EMI)
- 2008 Nenávist (Sado Disco Crew)
- 2009 1-2-3 vpřed (Sado Disco Crew)
- 2012 Holka mojí holky (Sado Disco Crew)
- 2015 Srdce (Sado Disco Crew)
- 2015 Nazdar (Sado Disco Crew)
- 2016 Lodě (Sado Disco Crew)
- 2016 Tanči (Sado Disco Crew)
- 2018 Zapal! (Sado Disco Crew / ZLLO.CZ)
- 2018 Králům Koruny (Sado Disco Crew / ZLLO.CZ)
- 2022 Řeka

### Alba
- 2004 Czeko (Monitor / EMI)
- 2006 Proti sobě (EMI)
- 2009 Sado Disco Vol.1 (Sado Disco Crew)
- 2010 Sado Disco Vol.2 (Sado Disco Crew)
- 2015 !Rituál, kmen a srdce a kmen! (Sado Disco Crew / ZLLO.CZ)
- 2018 Veď mě! /EP/ (Sado Disco Crew / ZLLO.CZ)